# Northampton

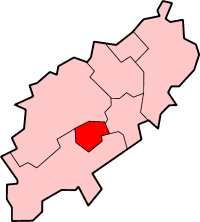
Lage in Northamptonshire

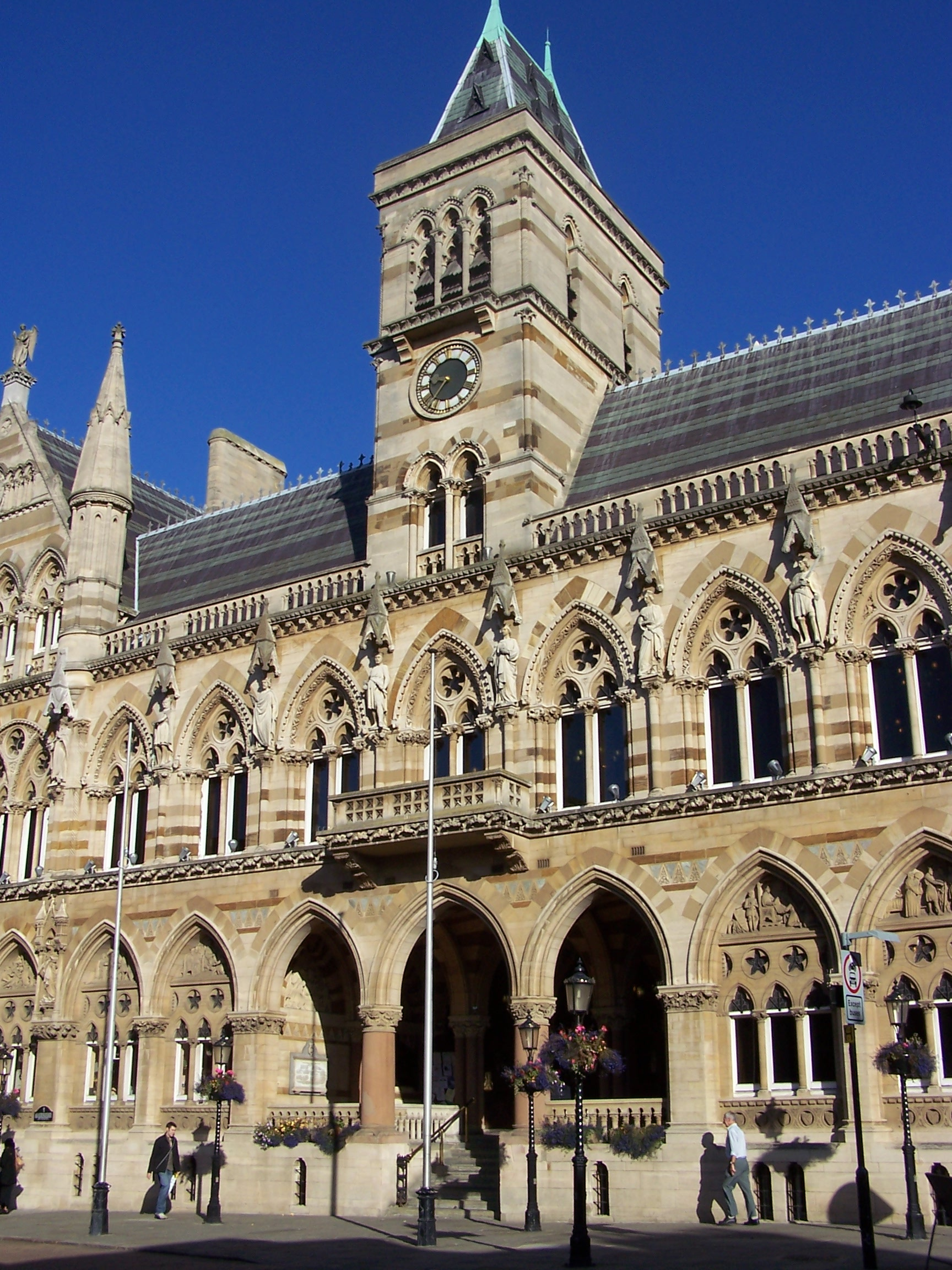
Northampton Guildhall, erbaut 1861–1864 von E. W. Godwin

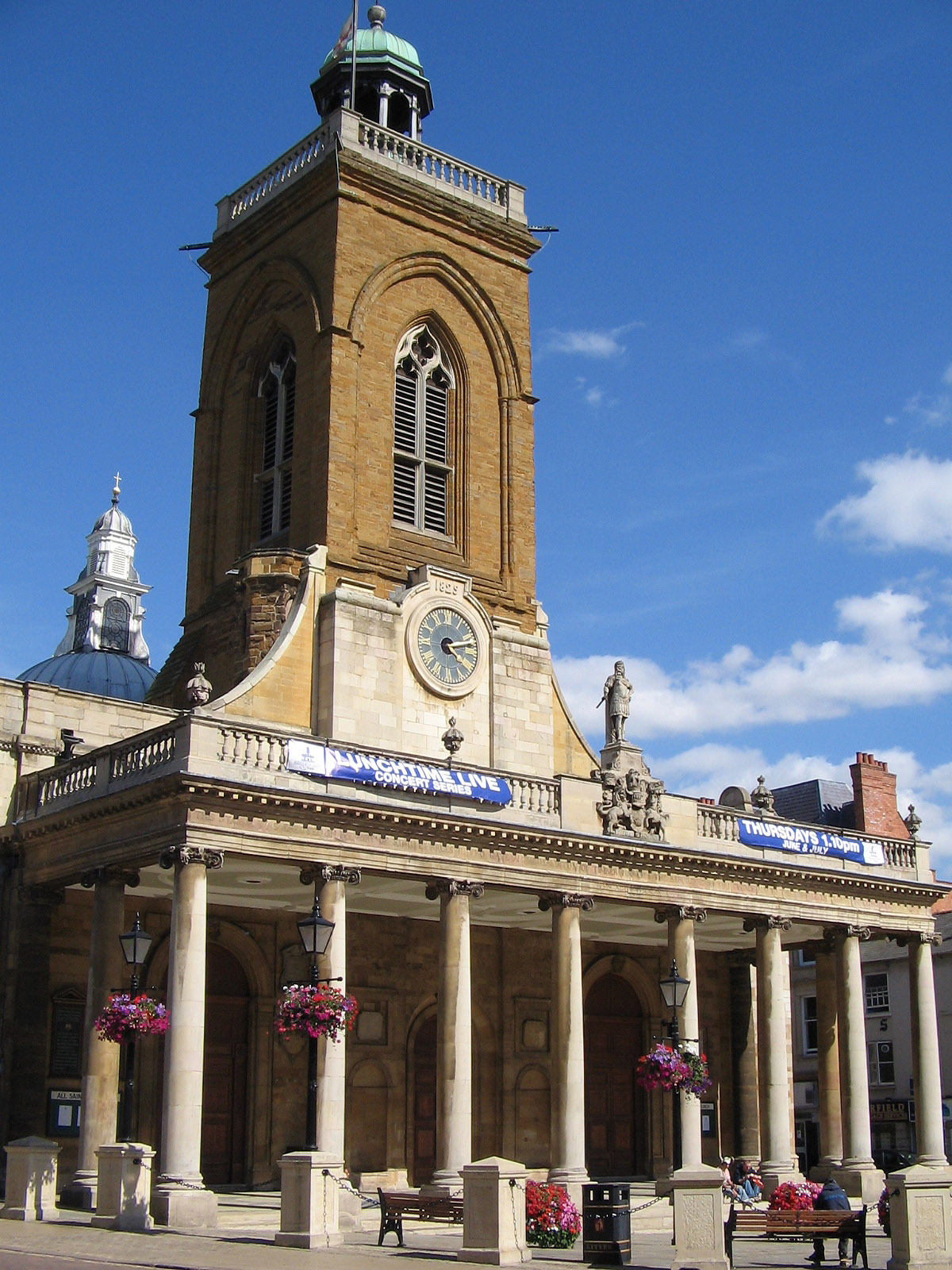
Anglikanische Pfarrkirche Allerheiligen

Northampton [nɔːˈθæmptən] ist die größte Stadt in der englischen Unitary Authority West Northamptonshire. Die Stadt liegt etwa 100 Kilometer nördlich von London am Fluss Nene. Bis zum 1. April 2021 bildete die Stadt einen eigenen Distrikt innerhalb der Verwaltungsgrafschaft Northamptonshire, deren Verwaltungssitz (county town) sie war. Am 1. April 2021 wurde der District aufgelöst und ging in der neugeschaffenen Unitary Authority West Northamptonshire auf.
Northampton ist seit jeher Industriestadt, in der insbesondere Schuhe und andere Lederwaren produziert wurden. Inzwischen sind daneben Maschinenbau- und Dienstleistungsunternehmen getreten.
Northampton war bis 2021 der bevölkerungsdichteste Distrikt in ganz England, der kein eigenständiger Stadtkreis (Unitary Authority) war. Die Stadtverwaltung vertritt den Anspruch, dass Northampton die größte Stadt Englands sei, die nicht den Status einer City, eines London Borough oder eines Metropolitan Borough hat. Medway und Milton Keynes könnten sich zwar auch damit rühmen, werden jedoch nicht als eigenständige Städte gesehen.

## Geschichte
Archäologische Ausgrabungen im Gebiet Northamptons haben eine Besiedlung schon in der Eisenzeit und für die Zeit der römischen Besatzung nachgewiesen. Die ersten Ackerbauern können aus dem 7. Jahrhundert belegt werden. Im 8. Jahrhundert wurde Northampton, ursprünglich von den angelsächsischen Siedlern „Ham tun“ genannt, zu einem Verwaltungssitz innerhalb des Königreichs Mercia. Die erste urkundliche Erwähnung des Namens Horthamton stammt aus dem Jahr 914.
Bedeutend wurde die Stadt im 11. Jahrhundert, als die Normannen Stadtmauern, Northampton Castle und die Pfarrkirche Allerheiligen (All Saints) in Northampton errichteten. Mitte des 13. Jahrhunderts besaß Northampton für wenige Jahre eine eigene Universität, die aber auf Druck von Cambridge und Oxford wieder aufgelöst wurde. Das Abkommen von Edinburgh und Northampton, auch „Vertrag von Northampton“ genannt, wurde hier am 3. Mai 1328 vom englischen Parlament ratifiziert. 1460, während der Rosenkriege, wurde König Heinrich VI. in Northampton durch Anhänger des Hauses York gefangen gesetzt.
Während des englischen Bürgerkrieges unterstützte Northampton die Parlamentarier. Deshalb wurden die Stadtmauern und das Schloss auf Befehl von König Karl II. zur Strafe geschleift. Heute steht der Bahnhof auf den Überresten der Burg. Er heißt daher „Northampton Castle Station“.
1675 wurde die Stadt durch ein großes Feuer zerstört und schließlich nach dem Reißbrett wieder aufgebaut. Die inzwischen anglikanische Allerheiligen-Pfarrkirche wurde im Barockstil neu gebaut.
Mitte des 19. Jahrhunderts gab es in Northampton einen Pferdemarkt und Pferderennen. Im 19. Jahrhundert wurde Northampton bekannt als Hort politischen Radikalismus, als Charles Bradlaugh mehrmals zum örtlichen Abgeordneten gewählt wurde. Nach der Katholikenemanzipation und der Zuwanderung irischer Industriearbeiter wurde die Marienkathedrale des 1850 gegründeten katholischen Bistums Northampton erbaut. In den 1960er Jahren wurde die Stadt zu einer New Town, wodurch die Bevölkerungszahl in die Höhe schnellte. Die Stadt wurde dann auch ans Autobahnnetz angeschlossen.
| Städtepartnerschaften Northamptons | Städtepartnerschaften Northamptons | Städtepartnerschaften Northamptons | Städtepartnerschaften Northamptons | Städtepartnerschaften Northamptons |
| ---------------------------------- | ---------------------------------- | ---------------------------------- | ---------------------------------- | ---------------------------------- |
|                                    | Poitiers                           | Frankreich                         | 20. April 1979                     |                                    |
|                                    | Marburg                            | Deutschland                        | 1992                               |                                    |

## Freizeit und Kultur
Die Stadt ist für ihre zahlreichen Parks bekannt. An den Außenrändern der Stadt findet sich ein Freizeitpark (Billing Aquadrome) mit angeschlossenem Campingplatz und Yachthafen.
Neben einer modernen Einkaufspassage soll Northampton den größten Marktplatz Britanniens (aus dem Jahre 1235) besitzen.
Im Stadion Franklin’s Gardens spielt der Rugby-Union-Verein Northampton Saints.
Jährlich am letzten Juliwochenende gibt es seit den 2010er Jahren das Twinfest, ein nach dem Modell des seit 1986 laufenden Marburger MaNo-Festival eingerichteten Rock-Pop-Musikfestival. Dort spielen neben vielen lokalen Bands und Singer-Songwritern jeweils eine kleine Auswahl von Bands aus den verpartnerten Städten Marburg und Poitiers.
Northampton war unter anderem einer der Austragungsorte des Cricket World Cup 1999.

## Bauwerke
- Northampton Castle, 11. Jh.
- Anglikanische Hauptpfarrkirche All Saints, Ursprung um 1100, barocker Neubau nach dem Brand von 1675
- St Aidan (Northampton), 1964
- Römisch-katholische Marienkathedrale, begonnen 1844, heutige Gestalt 1955
- Northampton Guildhall, 1861–64
- National Lift Tower, 1980–82
- Sixfields Stadium, 1994

## Söhne und Töchter der Stadt
- Thomas Dudley (1576–1653), Kolonialmagistrat und mehrfach Gouverneur der Massachusetts Bay Colony
- Anne Bradstreet (1612–1672), erste Dichterin englischer Sprache, deren Werke publiziert wurden
- Charles Fleetwood (1618–1692), Soldat und Politiker; von 1652 bis 1655 war er Lord Deputy of Ireland
- Samuel Parker (1640–1687), Theologe und Bischof von Oxford
- Ernest Scott (1867–1939), Historiker, Journalist, Autor und Theosoph
- John Henry Brookes (1891–1975), Pädagoge, Hochschullehrer und Träger des Order of the British Empire
- Albert Ingham (1900–1967), Mathematiker, der sich mit analytischer Zahlentheorie und Analysis beschäftigte
- Edmund Rubbra (1901–1986), Komponist
- Bertha Swirles (1903–1999), Mathematikerin, Physikerin und Hochschullehrerin
- William Alwyn (1905–1985), Komponist
- Francis Crick (1916–2004), Wissenschaftler und Nobelpreisträger
- Robert Adams (1917–1984), Bildhauer
- Malcolm Arnold (1921–2006), Komponist
- Jack Sears (1930–2016), Autorennfahrer
- Jonathan Adams (1931–2005), Schauspieler
- Nanette Newman (* 1934), Schauspielerin und Schriftstellerin
- Billy Knight (* 1935), Tennisspieler
- Robert Grange (1938–2018), britischer Schauspieler
- Mike Berry (1942–2025), Sänger und Schauspieler
- Martin Drew (1944–2010), Jazzschlagzeuger
- Roger Goody (* 1944), Biochemiker
- Will Alsop (1947–2018), Architekt
- David Wilson-Johnson (* 1950), Sänger (Bassbariton)
- Matthew Engel (* 1951), Journalist und Schriftsteller
- Barry Horne (1952–2001), Tierrecht-Aktivist
- Alan Moore (* 1953), Comic-Autor
- Peter Murphy (* 1957), Musiker
- Neill Archer (* 1961), Tenor
- Mark Haddon (* 1962), Schriftsteller
- Jacqui Dankworth (* 1963), Jazz-Sängerin
- Pat McGrath (* 1966), Visagistin und Gründerin
- Marc Warren (* 1967), Schauspieler
- Jeremy Wooding (* 1969), Filmregisseur, Drehbuchautor und Filmproduzent
- Darren Bazeley (* 1972), Fußballspieler und -trainer
- Tim Minchin (* 1975), australischer Komiker, Schauspieler und Musiker
- Russell Geoffrey Banks (* 1981), Schauspieler und Synchronsprecher
- Thomas „Tom“ Michael Henry Smith (* 1981), Musiker
- Shaun Murphy (* 1982), Profi-Snookerspieler
- Matt Smith (* 1982), Schauspieler
- Hollie Avil (* 1990), Triathletin
- Karl Darlow (* 1990), Fußballspieler
- Alexander Ward (* 1990), Tennisspieler
- David Willey (* 1990), Cricketspieler
- Chantelle Cameron (* 1991), Boxerin
- slowthai (* 1994), Rapper
- Ryan Hedges (* 1995), Fußballspieler
- Ivan Toney (* 1996), Fußballspieler
- Sophie Turner (* 1996), Schauspielerin
- Sam Curran (* 1998), Cricketspieler
- Fraser Hornby (* 1999), Fußballspieler
- Joshua Lay (* 2000), Mittelstreckenläufer
- Glenn Middleton (* 2000), Fußballspieler
- Kasey McAteer (* 2001), Fußballspieler
- Maps (James Chapman), Künstler, Elektropopper